# フリーマーチ
有限会社 フリーマーチは、日本の音声制作会社、芸能事務所。主にインターネットコンテンツやゲーム・オーディオドラマに特化した音響制作と声優、俳優のマネージメントを行っている。

## 概要
- キャッチフレーズは『ソウゾウ力で飯を食う』
- 代表の矢薙直樹が関わっているHappyTimerとの共同企画がよく行われている。
- 2008年6月、株式会社 deux（現：deux-plus）との業務提携のため、代表である矢薙直樹のマネージメント業務を委託していたため、声優、俳優のマネージメント業務について一次停止した。
- 2009年5月、deux-plusとの業務提携解消のため、声優、俳優のマネージメント業務を再開。
- 2011年8月、トリアスと業務提携。
- 2012年3月、トリアスとの業務提携解消。

## 所属声優
- 矢薙直樹

## かつて所属していた声優
- 金村明日香（現所属：アル・シェア）
- 紗上唄菜（現所属：EARLY WING）
- 箱﨑翔（現所属：アル・シェア）
- 雪田将司

## 作品履歴
- ナイトウィザード The ANIMATION……音響管理
- ナイトウィザード・ファンブック『パワー・オブ・ラブ』……音声コンテンツプロデュース
- ナイトウィザード・ファンブック『リーチ・フォー・ザ・スターズ』……音声コンテンツプロデュース
- 銀河鉄道物語ウェブラジオ『銀河鉄道情報局』……企画・制作
- インターネットラジオ『ふぃあ通』……制作協力／ドラマ制作

### HappyTimer×FreeMarch企画

#### ラジオ
- HappyTimerの作り方

インターネットラジオ。パーソナリティーは矢薙直樹、 なかやかな。
- ヘンテコラジオの作り方

矢薙直樹絡みの総合情報発信インターネットラジオ。『妄想読本の作り方』の後釜のような存在で、企画・制作：HappyTimerのドラマCD『イジノカテノカ』（イラスト：みかきみかこ）と微妙にリンクしている。パーソナリティーは矢薙直樹。2007年10月20日に配信された第5号で最終回を迎え、2007年11月中旬よりHappyTimer情報＆実験ラジオ『HappyTimerの作り方』にリニューアル。

#### CD
- バブンチョフ

#### 本＋CD
- 妄想読本　遊

さきがけとなる存在として『妄想読本』という企画があり、『妄想読本の作り方』というWebラジオがあった。
正式名称は『オリジナルTRPGリプレイ セカイ+CD 妄想読本 遊』。原作は矢薙直樹。イラストは井上純弌。2007年冬コミで頒布された。

## 註
1. ↑  『オリジナルTRPGリプレイ セカイ+CD』は、元々HappyTimerで企画された作品である